# Iridodiálisis

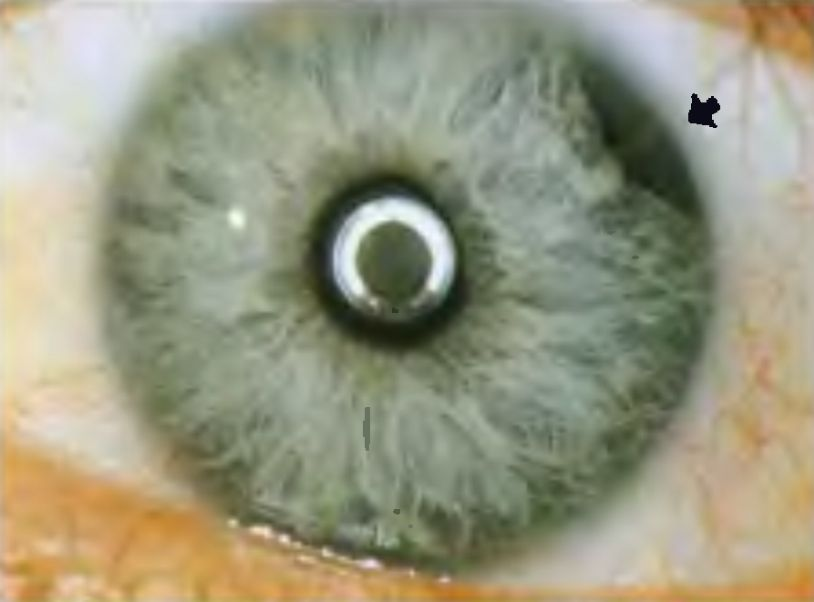
Iridodiálisis causada por un traumatismo sobre el ojo.

El término iridodiálisis se utiliza en oftalmología para designar la existencia de una lesión en el ojo que consiste en la rotura o desgarro del iris en el sector más periférico del mismo que en condiciones normales está unido a otra estructura que se llama cuerpo ciliar. Puede estar causado por un traumatismo, o ser la consecuencia intencionada o accidental de una intervención quirúrgica sobre el ojo.

## Causas
La iridodiálisis se debe generalmente a un traumatismo ocular que puede ser desde una contusión a un traumatismo penetrante. En ocasiones es una complicación de la cirugía ocular, en otras épocas se realizaba de forma intencionada durante la intervención para extracción de cataratas, pero actualmente esta técnica no se utiliza.
Se han descrito casos producidos por diferentes circunstancias, como combates de boxeo, despliegue de airbags, impacto con tapones de vinos espumosos, traumatismos por pelotas utilizadas en diversos deportes y explosiones de petardos o cohetes de fuegos artificiales.

## Síntomas
Cuando la iridodiálisis es pequeña no existen síntomas, pero en los casos en que el defecto es mayor, puede aparecer distorsión en la forma de la pupila, diplopía (visión doble), deslumbramientos y fotofobia. A veces son visibles otros signos del traumatismo, como la presencia de hipema y otras complicaciones como el glaucoma.

## Tratamiento
Los casos leves no precisan tratamiento, pero en los más graves en los que el desgarro es amplio y existe diplopía persistente, se recomienda una intervención quirúrgica para suturar la lesión.